# Helocordulia
Helocordulia är ett släkte av trollsländor. Helocordulia ingår i familjen skimmertrollsländor.
Kladogram enligt Catalogue of Life:
| Helocordulia | \| \| Helocordulia selysii \| \| \| \| \| \| Helocordulia uhleri \| \| \| \| |
|              | \| \| Helocordulia selysii \| \| \| \| \| \| Helocordulia uhleri \| \| \| \| |
|              | Helocordulia selysii                                                         |
|              |                                                                              |
|              | Helocordulia uhleri                                                          |
|              |                                                                              |

## Bildgalleri

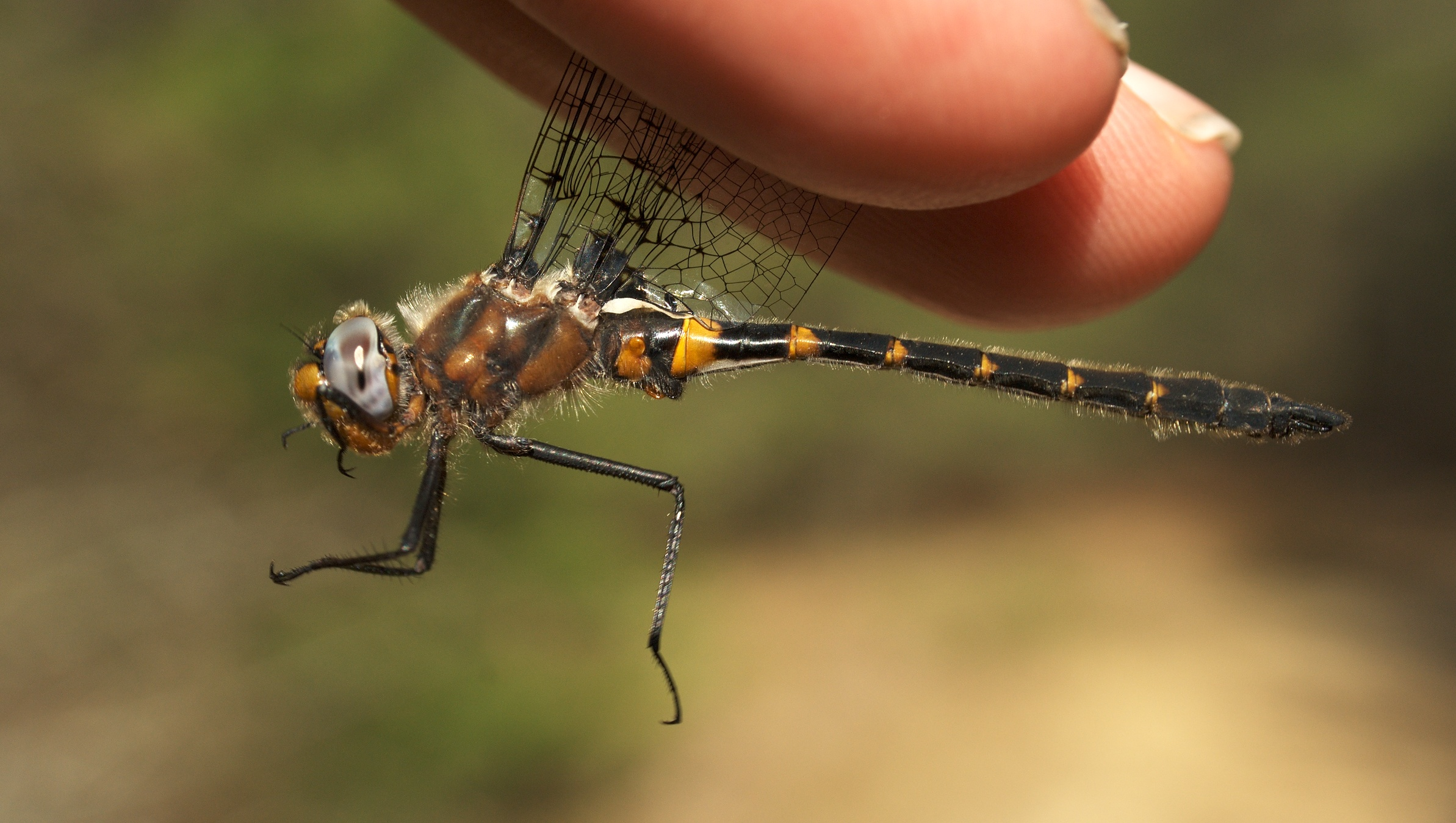